# Codonanthe
Codonanthe é um género botânico pertencente à família Gesneriaceae.

## Sinonímia
Coccanthera

## Espécies
É composto por 34 espécies:
Codonanthe aggregata
Codonanthe bipartita
Codonanthe calcarata
Codonanthe caribaea
Codonanthe carnosa
Codonanthe chiricana
Codonanthe ciliosa
Codonanthe confusa
Codonanthe cordifolia
Codonanthe corniculata
Codonanthe crassifolia
Codonanthe decurrens
Codonanthe devosiana
Codonanthe digna
Codonanthe dissimulata
Codonanthe eggersii
Codonanthe elegans
Codonanthe erubescens
Codonanthe florida
Codonanthe formicarum
Codonanthe gracilis
Codonanthe hookeri
Codonanthe hookerii
Codonanthe luteola
Codonanthe macradenia
Codonanthe mattos
Codonanthe paula
Codonanthe picta
Codonanthe serrulata
Codonanthe stenantha
Codonanthe triplinervia
Codonanthe uleana
Codonanthe ulei
Codonanthe venosa
Codonanthe ventricosa